# Japanse wijnbes
Japanse wijnbes (Rubus phoenicolasius) is een plant uit de rozenfamilie. De soort komt van nature voor in Korea, Japan en China.
In 1876 werd in Frankrijk voor het eerst een tot dan toe onbekende, op een braam lijkende struik ingevoerd uit het oosten van Azië, die de naam Japanse wijnbes kreeg.
De plant is een makkelijk groeiende struik, waarvan de stengels tot drie meter lang kunnen worden. De bladeren zijn aan de bovenzijde lichtgroen en aan de onderzijde grijs. Aan de stengels en de bladstelen zitten naast zeer veel roodbruine klierhaartjes ook stekels, die bij aanraking in de huid achter kunnen blijven. De twijgen zijn lichtgroen, maar verkleuren later rood.
Jaarlijks worden nieuwe stengels uit wortelopslag gevormd. Alleen tweejarige stengels dragen vrucht, waarna ze afsterven. Japanse wijnbes bestaat uit vele vruchtjes en is een verzamelsteenvrucht. In tegenstelling tot de braam, maar evenals de framboos, laat de Japanse wijnbes makkelijk los van de bloembodem.

## Standplaats
De soort komt voor op kapvlakten en open plekken in bossen, maar wordt ook door particulieren aangeplant als cultuurgewas.

## Teelt
Op vrijwel alle grondsoorten groeit de wijnbes, maar het beste op humeuze en kalkrijke gronden.
In de winter worden de afgedragen stengels verwijderd. In het vroege voorjaar worden de nieuwe stengels aangebonden en tot 1,8 meter teruggesnoeid. Er worden acht tot tien stengels per meter aangehouden. De rest van de stengels wordt weggesnoeid.

## Bloei en oogsttijd
De bloei is van eind mei tot eind juni. Japanse wijnbes kan zich zelf bestuiven, maar insectenbestuiving, door met name honingbijen en hommels, bevordert de vruchtzetting. Na de bloei sluiten de kelkslippen zich over de vrucht, maar zodra de vrucht gaat kleuren, wijken ze terug. De vruchten rijpen eind juni tot half augustus. Onder droge omstandigheden vormt de wijnbes geen vruchtvlees en laat z'n zaden vallen.

## Vermeerdering
Zodra de stengels met de top de grond raken treedt er beworteling van de stengeltop op. In het vroege voorjaar kunnen deze bewortelde toppen gebruikt worden voor nieuwe aanplant. Daarnaast kan de Japanse wijnbes vegetatief worden vermeerderd door wortelstekken. Vermeerdering door zaad is ook mogelijk, maar dan gaan wel de eigenschappen van de moederplant verloren. In de wijde omgeving van Japanse wijnbes kan opslag uit door vogels meegevoerd of verwaaid zaad voorkomen. De kiemen vormen zoals bramen rozetten in het eerste jaar, waarna ze in het tweede jaar de eerste stengel vormt, die meestal waardeloos is voor nieuwe aanplant.
In de Verenigde Staten wordt de plant gezien als een invasieve soort, omdat deze geïntroduceerde plant plaatselijk de aanwezige flora overwoekert.

## Toepassingen
Van Japanse wijnbes worden alleen de vruchten gebruikt. De vruchten hebben een wat flauwe, frisse, zoetzure smaak, zijn donkerrood gekleurd en voelen wat kleverig aan. Hoe donkerder de kleur des te meer smaak. De bessen kunnen verwerkt in een gerecht, maar ook uit de hand worden gegeten. Gelei van Japanse wijnbessen blijft vloeibaar en is geschikt als vruchtensiroop over toetjes.
De vruchten kunnen worden ingevroren voor later gebruik in compotes en bowl.
De bloeiwijze met vruchten wordt ook wel in bloemstukjes verwerkt.

## Ziekten en beschadigingen
Japanse wijnbes is weinig gevoelig voor plantenziekten, maar wel gevoelig voor droogte. Sinds enkele jaren (in België en Nederland circa 2015) worden de vruchten wel aangetast door de suzuki-fruitvlieg.

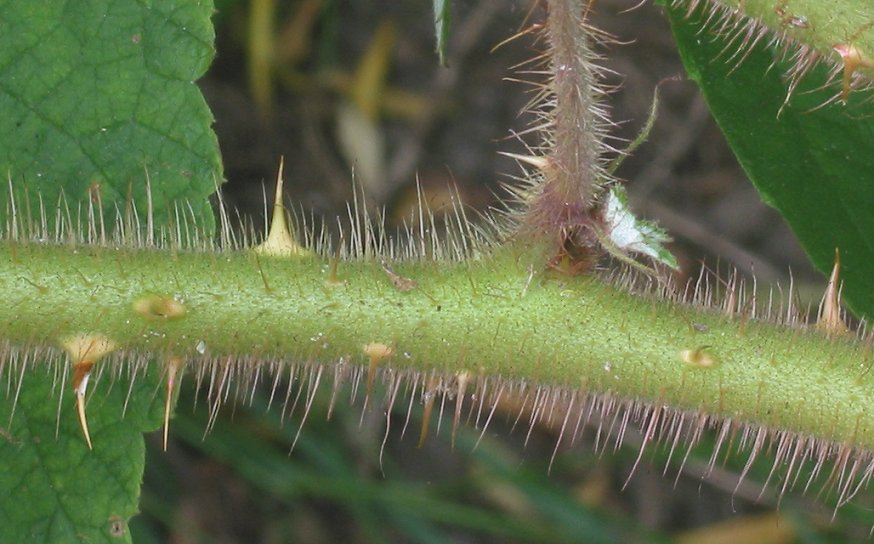
Stengel
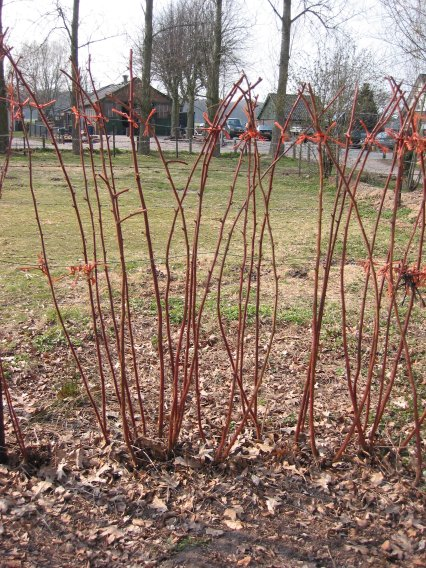
Japanse wijnbes na aanbinden in voorjaar
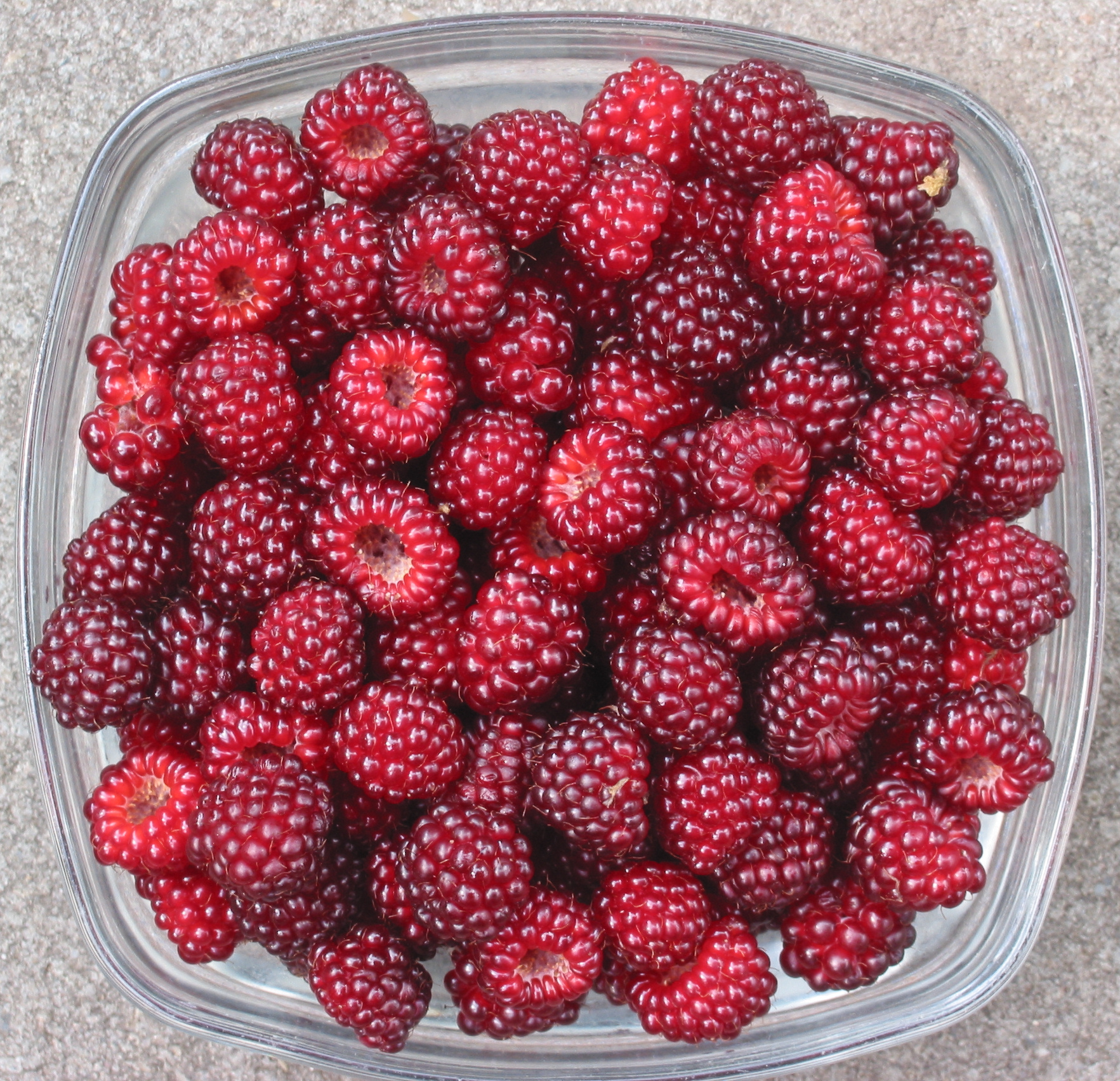
Vruchten